# Nostra Signora del Sacro Cuore
Nostra Signora del Sacro Cuore ou Nossa Senhora do Sagrado Coração, conhecida também como San Giacomo degli Spagnoli ou São Tiago dos Espanhóis, é uma igreja titular dedicada à Virgem Maria localizada na Piazza Navona, em Roma, Itália.
O atual cardeal-diácono protetor da diaconia de Nossa Senhora do Sagrado Coração é Kurt Koch.

## História
Uma igreja mais antiga já existia no local, que fica sobre as ruínas do antigo Estádio de Domiciano, no século XIII. A primeira menção desta igreja está no testamento de Henrique de Castela (1230–1304), filho do rei Fernando III de Castela, que doou o dinheiro para construí-la em 1259. A nova igreja foi construída para o Jubileu de 1450, financiada por uma doação de Alfonso de Paradinas. A fachada, que no passado estava do lado oposto do atual, foi projetada por Bernardo Rossellino. O papa Alexandre VI, que era espanhol, posteriormente criou uma praça à frente da igreja. Em 1506, a igreja passou a ser também a igreja nacional dos espanhóis em Roma, uma situação que perdurou até a construção de Santa Maria in Monserrato degli Spagnoli, no século XVII, que passou então a ser a igreja da comunidade espanhola.
No final do século XIX, o papa Leão XIII mandou reformar o edifício, que perigava desabar. Na mesma época, toda a orientação da igreja foi alterada para que a entrada passasse a ficar de frente para a Piazza Navona. A abside e o transepto foram demolidos em 1938 para permitir a abertura da avenida Corso del Rinascimento.

## Interior
A peça-de-altar sobre "Assunção da Virgem em Glória entre Anjos e Apóstolos" é do pintor flamengo Francisco de Castello. A maior parte das obras de arte e monumentos funerários que decoravam a igreja foram transferidos para Santa Maria quando a comunidade espanhola se mudou para lá. O que restou são algumas obras renascentistas, como o presbitério em mármore multicolorido e o fundo em mármore do altar-mor. Além disso, a Capella di San Giacomo também está intacta. Alguns afrescos de Annibale Carracci que decoravam a Capela Herrera foram transferidos para o Museu Nacional d'Art de Catalunya, em Barcelona, e para o Museu do Prado, em Madrid.

## Galeria

Imagens da igreja
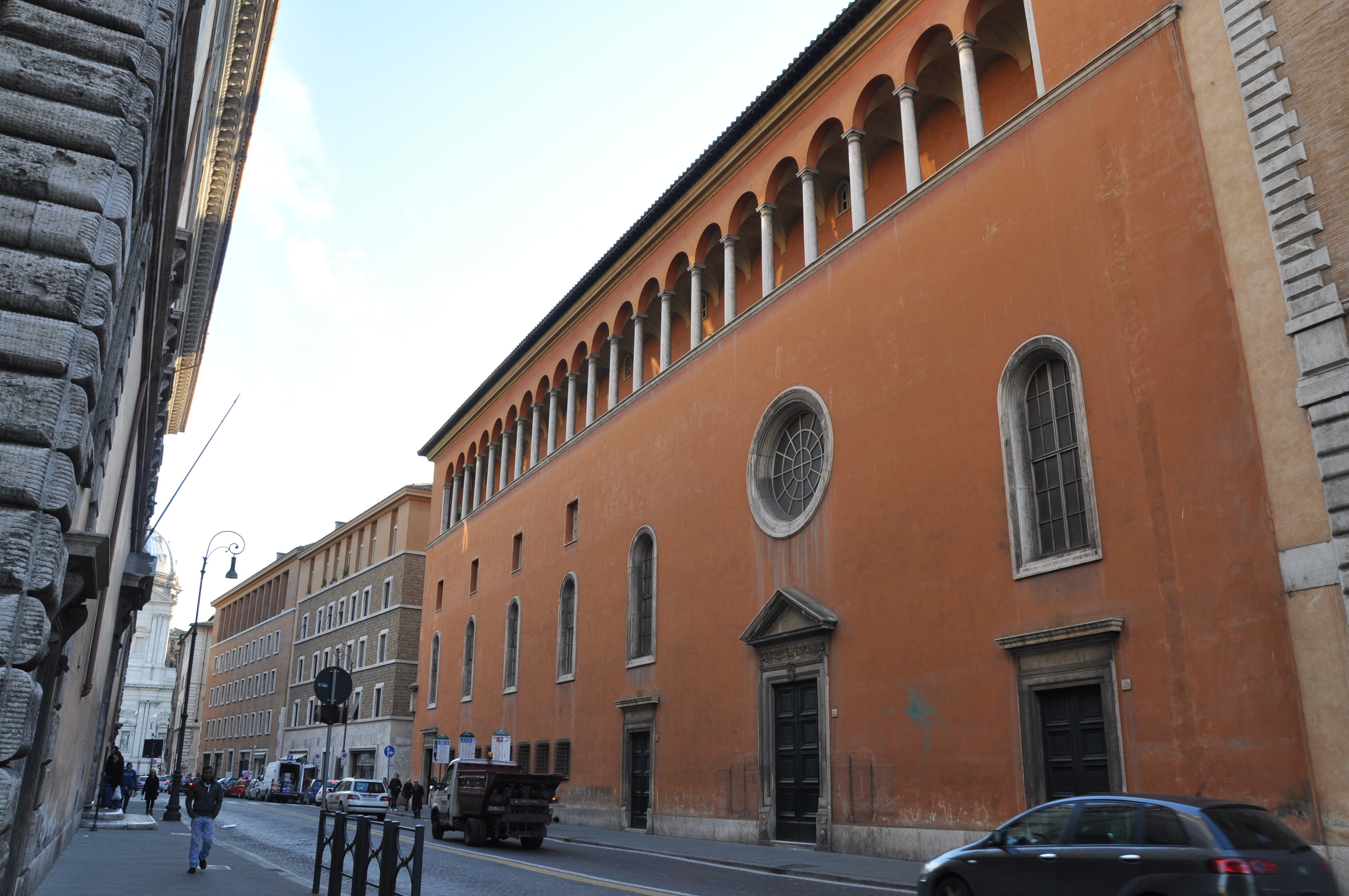
Fundo da igreja no Corso del Rinascimento, onde antigamente ficava a fachada e a entrada principal.
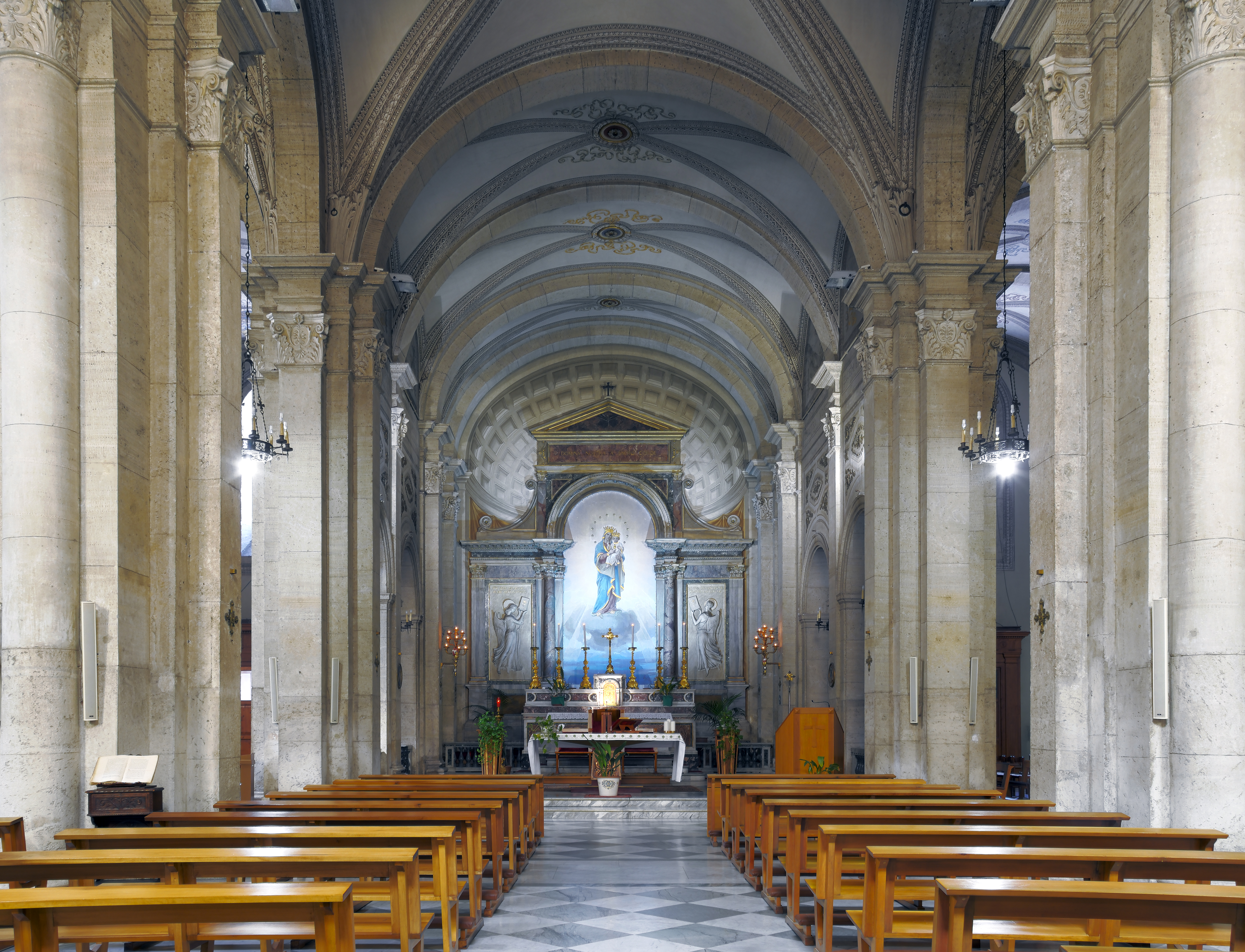
Vista do interior.
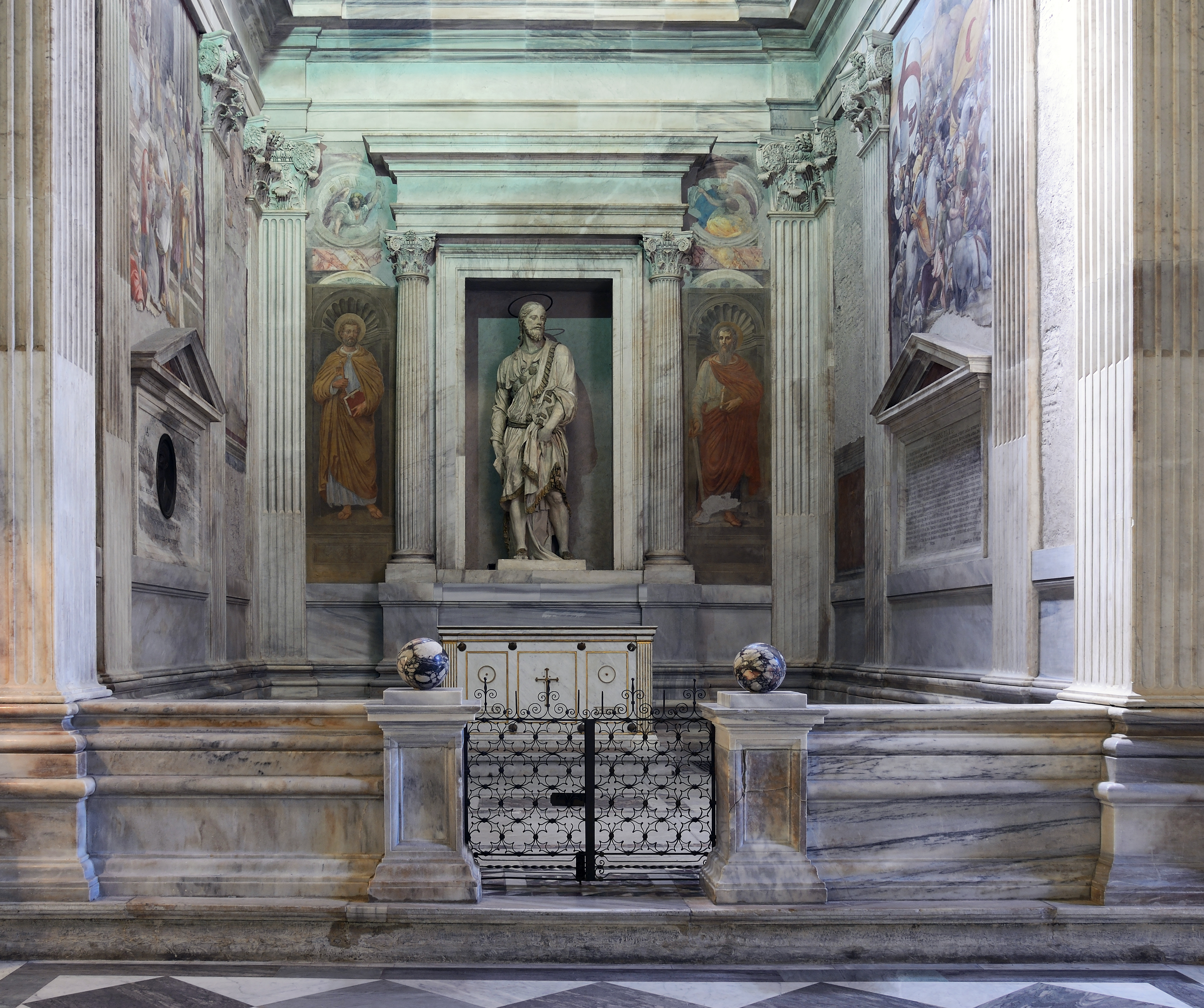
Capella Serra.
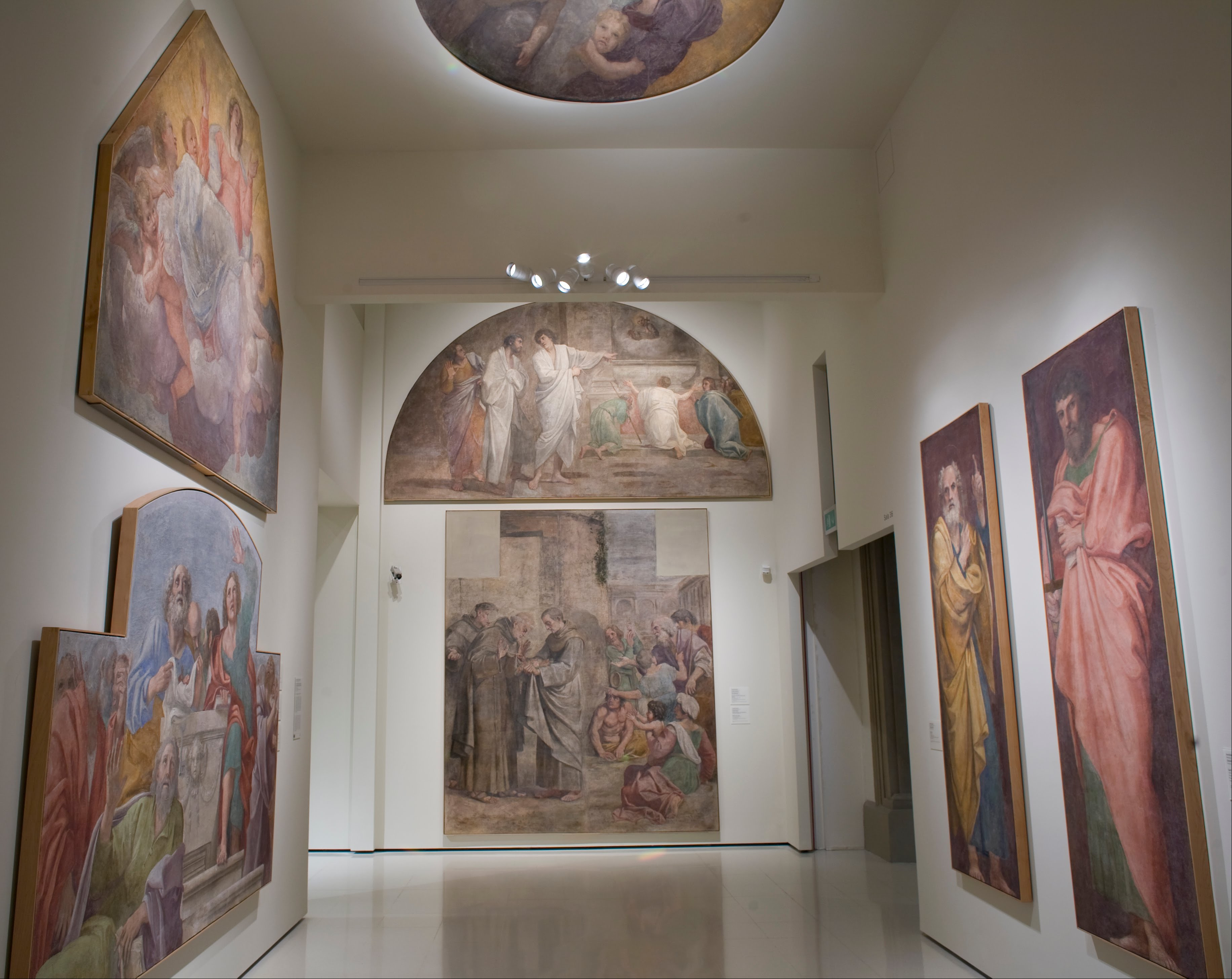
Afrescos de Annibale Carracci da Capela Herrera, agora em Barcelona.